# Johannes Kopp
Johannes Kopp (ur. 1927 w Allmendingen, zm. 22 czerwca 2016 w Limburg an der Lahn), znany także jako Ho-un-Ken Roshi – niemiecki pallotyn oraz mistrz zen linii Sanbo-Kyodan.
W 1963 otrzymał święcenia kapłańskie, a w 1985 mistrz Koun Yamada nadał mu tytuł nauczyciela zen.
Kopp razem z Hugo Enomiya-Lassallem i Willigisem Jägerem jest jedną z osób pracujących nad dialogiem międzyreligijnym między katolicyzmem i zen oraz przedstawicielem pierwszej generacji katolickich nauczycieli zen w Europie.